# Paisaje cultural de los arrozales en terrazas de los hani de Honghe
El Paisaje cultural de los arrozales en terrazas de los hani de Honghe son el sistema de cultivo de arroz en terrazas llevado a cabo por los hani en la prefectura de Honghe, condado de Yuanyang, Yunnan, China. La historia de las terrazas se extiende por mil doscientos años. Se distribuye en cuatro condados: Yuanyang, Honghe, Jinpin y Lüchun. El núcleo de la zona de terrazas se encuentra en el condado de Yuanyang. Se extiende por una superficie de 404.685 hectáreas, y la zona protegida son 16.603 hectáreas.
En 2013, los arrozales en terrazas de los hani en Honghe fueron incluidos dentro del Patrimonio de la Humanidad.

## Lugares panorámicos

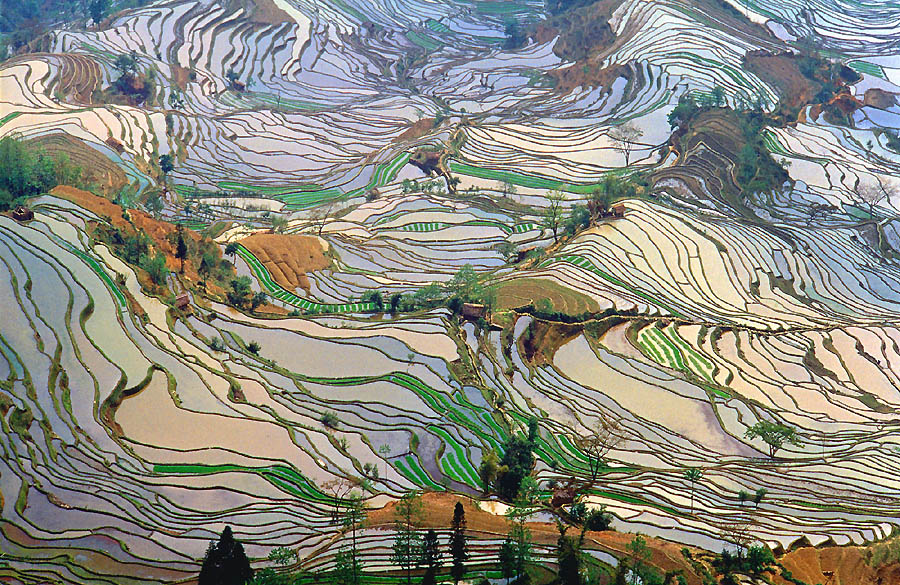
Campos de arroz en terrazas en la provincia de Yunnan, China.

Hay cuatro lugares pintorescos principales en la región. Están el Árbol Duoyi, Bada, Boca del Tigre y el pueblo de Jingkou. Están dispersos en diferentes lugares de Yuanyang. Las terrazas presentan diferentes vistas en cada estación. De noviembre a marzo, los arrozales están llenos de agua. Cuando luce el sol, brilla sobre el agua. De abril a septiembre, habrá arrozales por todo el campo. A finales de septiembre y principios de octubre, los campos están en plena madurez y de color amarillo.
Cien yenes chinos cuesta el pase por un día, 180 para diez días y 360 para un año. No es conveniente viajar entre los lugares pintorescos. Así que es mejor alquilar un coche para verlos, que es más flexible y permite detenerse a tomar fotos. Se recomienda ver el amanecer en el Árbol Duoyi y la puesta del sol en la Boca del Tigre. Hay a menudo un mar de nubes en Bada. El pueblo de Jingkou es una localidad hani bien conservada, donde los turistas pueden experimentar la cultura local. Hay también otras muchas terrazas que merece la pena visitar y no exigen entrada, como Longshuba y el pueblo de Habo.